# José María Ruiz-Pérez Águila
José María Ruiz-Pérez Águila (Torrevella, 1905 - Alacant, 1982) fou un periodista i polític valencià, diputat a les Corts Espanyoles durant la Segona República.

## Biografia
De jovenet es traslladà a Alacant, on estudià a l'Escola de Comerç, va treballar a l'empresa Jorge Hawes y Cia i estudià dret a les universitats de Múrcia i Madrid, on es llicencià el 1928.
El 1930 formava part d'Acció Republicana i a l'agost fou nomenat president de la Joventut Republicana d'Alacant, alhora que col·laborava als diaris Rebeldía i Diario de Alicante. A les eleccions municipals d'abril de 1931 fou escollit regidor a l'ajuntament d'Alacant pel Partit Republicà Radical, del que en fou nomenat president de les seves joventuts. En les discussions sobre l'avantprojecte d'Estatut Valencià de juliol de 1931 va proposar-hi la incorporació de Múrcia. A les eleccions generals espanyoles de 1933 fou elegit diputat per la província d'Alacant pel Bloc Agrari Antimarxista.
El 1935, després de prendre el control del Diario de Alicante, es va escindir del Partit Republicà Radical per a crear el Partit Republicà Independent amb el suport del seu padrí de noces, Joaquín Chapaprieta, qui el va nomenar Director General de Marina Civil. A les eleccions generals espanyoles de 1936 es presentà amb el Partit Republicà Independent, però no fou escollit. Durant la guerra civil espanyola fou tancat a la presó de Benalúa per les autoritats republicanes. Després de la guerra es va dedicar als negocis pesquers i va crear la revista Puntual (1954), portaveu de l'Agrupació d'Armadors de Pesca del Mediterrani. En 1941 va ser multat pel governador civil d'Alacant per ·comentar desfavorablement l'actuació de les autoritats del Govern espanyol.